# Die Krupps
Die Krupps /diːˈkʁʊps/,, est un groupe de metal industriel et EBM allemand. Formé en 1980 par Jürgen Engler et Bernward Malaka, il évolue vers le metal industriel.

## Biographie

### Débuts (1980–1991)
Le nom Die Krupps vient de la dynastie Krupp, une puissante famille d'industriels de la Ruhr en Allemagne. Le nom aurait été choisi pour sa connotation industrielle. Même si le nom de la famille Krupp peut être associée aux nazis via Gustav Krupp von Bohlen und Halbach, Die Krupps est un groupe contre le fascisme et est résolument anti-nazi. Ralf Dörper forme le groupe Propaganda après son départ de Die Krupps en 1982. Il réintégrera le groupe en 1989.
Dès sa formation en 1980, Die Krupps évoluera dans l'EBM en combinant les instruments électroniques (synthétiseurs, échantillonneurs, etc.) et des percussions métalliques. Une des plus fameuses réalisations de la période EBM de Die Krupps est le Tribute to Metallica où sont repris des titres de Metallica avec leur propre style et aux sonorités uniquement électroniques.

### Nouveau départ (1992–2004)
À partir de l'album I, sorti en 1992, Die Krupps prendra un virage résolument metal industriel en incorporant, dans leur musique électronique des guitares aux sonorités très metal grâce, notamment, à la participation sur cet album des deux guitaristes du groupe de thrash metal allemand Accu§er. Cette tendance se confirmera par la suite. À chaque album, les guitares deviendront plus présentes et aux sonorités plus metal ce qui durcira progressivement leur musique. Après la sortie de Paradise Now en 1997, le groupe se séparera. Jürgen Engler s'exilera au Texas puis formera Dkay.com avec lequel il réalisera deux albums édités en 2000 et en 2002.

### Retour aux racines (depuis 2005)

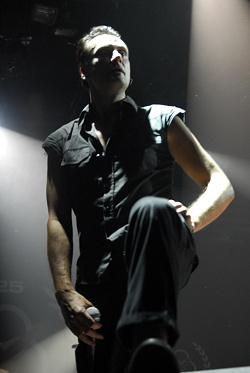
Jürgen Engler au Tollwood München en 2007.

Die Krupps se reforme en 2005 et apparaît, en 2005 et 2006, dans des festivals majeurs pour célébrer les 25 ans de la formation du groupe. Leur formation pour cette célébration est annoncée en octobre 2005. Du 30 décembre 2005 au 5 février 2006, le groupe fait escale en Allemagne, en Autriche, en Suisse, et en République tchèque. En 2006 sortent une seule édition limitée de leur tournée spéciale 25 ans, et une réédition de The Machineries of Joy.
En 2010, le groupe publie un mini-album, Als Wären Wir Für Immer, comprenant quatre nouveaux titres. En 2012 sort le single  Industriemädchen qui continue dans le même style musical qu'en 2005. L'album The Machinists of Joy est publié en 2013. En août 2014, le magazine OC Weekly classe le groupe neuvième de son top 10 des meilleurs groupes industriels. En 2015, le groupe publie l'album V - Metal Machine Music au label SPV/Steamhammer.

## Membres

### Membres actuels
- Jürgen Engler - chant, guitare, synthétiseur, basse, percussions métalliques, programmation
- Ralf Dörper - échantillonneur
- Marcel Zürcher - guitare
- Nils Finkeisen - guitare
- Paul Keller - batterie

### Anciens membres
- Rüdiger Esch - basse
- Christoph « Nook » Michelfeit - batterie, percussions électronique
- Bernward Malaka - basse
- Frank Köllges - batterie
- Eva Gossling - saxophone
- Christina Schnekenburger - claviers
- Walter Jäger - ?
- Christopher Lietz - programmation, samples
- Lee Altus - guitare
- Darren Minter - batterie
- George Lewis - batterie
- Oliver Röhl – batterie
- Achim Färber – batterie
- Eduardo Delgado-Lopez - basse

### Participations
- Frank Thoms (guitariste/chanteur du groupe Accu§er) - guitares sur l'album I
- René Schütz (guitariste du groupe Accu§er) - guitares sur l'album I

## Discographie

### Albums studio
- 1981 : Stahlwerksymphony
- 1982 : Volle Kraft Voraus!
- 1985 : Entering The Arena
- 1992 : I
- 1993 : II - The Final Option
- 1995 : III - Odyssey Of The Mind
- 1997 : Paradise Now
- 2013 : The Machinists of Joy
- 2015 : V - Metal Machine Music
- 2016 : Stahlwerkrequiem
- 2019 : Vision 2020 Vision
- 2021 : Songs from the Dark Side of Heaven (Album de reprises : Sparks, Devo, The Stranglers, Gang of Four,...)

### Compilations / Rééditions / Live
- 1991 : Metall Maschinen Musik : 91-81 Past Forward
- 1993 : Die Krupps (coffret 4CD - édition limitée)
- 1996 : Metalmorphosis of Die Krupps: 81-92
- 2007 : Too Much History The Electro Years (Vol. 1)
- 2007 : Too Much History The Metal Years (Vol. 2)
- 2008 : Volle Kraft Voraus! (édition limitée 2CD : album original + album remixé + 3 titres bonus)
- 2008 : I (édition limitée 2CD : album original + album version "The Atom H mixes" + 8 titres bonus)
- 2009 : Volle Kraft Null Acht (12 titres remixés issus de l'album "Volle Kraft Voraus!" + 3 titres bonus)
- 2021 : 6.6.1981 The Big Industrial Bang - The Yuzuru Agi Tapes (Concert enregistré à Krefeld Haus Blumenthal en Allemagne)

### Remixes
- 1994 : The Final Remixes
- 1995 : Rings of Steel
- 1996 : The Remix Wars: Strike 2 - Front Line Assembly vs. Die Krupps (avec Front Line Assembly)

### Singles & EPs
- 1981 : Stahlwerksinfonie
- 1981 : Wahre Arbeit - Wahrer Lohn
- 1982 : Goldfinger
- 1985 : Risk
- 1989 : The Machineries of Joy
- 1990 : Germaniac
- 1992 : A Tribute to Metallica
- 1992 : Metal Machine Music
- 1992 : The Power
- 1993 : Fatherland
- 1994 : Bloodsuckers
- 1994 : Crossfire
- 1994 : To The Hilt
- 1995 : Isolation
- 1995 : Scent
- 1997 : Black Beauty White Heat
- 1997 : Fire
- 1997 : Rise Up
- 1997 : Paradise Now
- 2007 : 5 Millionen
- 2010 : Als wären wir für immer
- 2011 : Join in the Rhythm of Machines (feat. Nitzer Ebb)
- 2012 : Industrie-Mädchen
- 2013 : Risikofaktor
- 2014 : Robo Sapien
- 2015 : Battle Extreme / Fly Martyrs Fly
- 2016 : Kaltes Herz
- 2016 : Alive in a Glass Cage